# Mariangela Tulumello
Mariangela Tulumello, nata Mariangela Messana, (Racalmuto, 30 luglio 1820 – Racalmuto, 22 giugno 1898) è stata una nobildonna e filantropa italiana.

## Biografia
Mariangela Messana nacque il 30 luglio 1820 a Racalmuto, nel Regno delle Due Sicilie, dal ricco Calogero Messana e Lucia Nalbone. Fin dalla giovane età, si distinse per il suo altruismo e ingegno.
Il 30 novembre 1842 sposò il barone Giuseppe Tulumello. Dopo la morte prematura del marito nel 1869 e la perdita di alcuni figli, Mariangela dedicò la sua vita a opere di munificenza nel suo paese natale, guidata dalla sua profonda fede cristiana.
Ella finanziò personalmente la ricostruzione della tettoia della Chiesa di San Giuliano, il restauro della Chiesa del Purgatorio e la decorazione della Chiesa di Maria Santissima del Monte.
Conosciuta per la sua generosità, apriva regolarmente la sua casa ai bisognosi, distribuendo cibo, denaro e beni di prima necessità. In occasione di carestie, metteva a disposizione del popolo i suoi granai e, durante l’epidemia di colera del 1878, nel distribuire personalmente la farina, riportò una contorsione ad un braccio.
Per le sue opere tanto magnanime, si guadagnò gli appellativi di "Madre dei poveri" ed “Angelo della carità".
Morì il 22 giugno 1898, durante la solennità del Corpus Domini, e fu sepolta a Racalmuto.

## Nella cultura di massa
- A Mariangela Tulumello è stata dedicata una via del suo paese natale.[3][4]